# Radialsystem (Kanalisation)
Das Radialsystem zur Entwässerung von Berlin wurde nach Plänen von James Hobrecht entwickelt und zwischen 1873 und 1909 erbaut. Die damalige Stadt wurde für den Bau der Kanalisation in zwölf Gebiete eingeteilt, deren Abwässer jeweils an einem tiefsten Punkt zusammenlaufen und von dort aus jeweils mit einem Pumpwerk zu den Berliner Rieselfeldern ins Umland gepumpt wurden. Dadurch konnte eine ungeklärte Einleitung in die Spree vermieden werden.
Das System ist bis heute in Betrieb und bildet den Kern der Berliner Mischwasserkanalisation. In später kanalisierten Gebieten wurden Trennsysteme mit zwei Kanälen für Schmutz- und Regenwasser gebaut. Einige Altbausiedlungen werden erst bis 2030 angeschlossen.
Für die dampfbetriebenen Pumpwerke wurden große Hallen gebaut, die teilweise heute noch stehen. Die Pumpen sind inzwischen durch modernere ersetzt worden, die größtenteils unterirdisch liegen und weniger Platz benötigen. Einige Teile der alten Anlagen sind museal erhalten.

## Bereiche
Die zu entwässernden Flächen im zentralen Berlin der 1870er Jahre wurden, bei der zufließenden Spree beginnend, im Uhrzeigersinn als Radialsysteme I–V bezeichnet und bis 1880 erbaut. Für die Flächen in damaliger Randlage folgten die Radialsysteme VI–XII einige Jahre später. Dabei liegen I–III sowie VI und VII links der Spree, die übrigen rechts. Es gab folgende zwölf Radialsysteme:
Radialsystem I  – Inbetriebnahme 1879; Das Pumpwerk I wurde auf dem Grundstück Reichenberger Straße 66 erbaut. Die Pumpenhalle stand im Blockinneren, näher am heutigen Paul-Lincke-Ufer und der Forster Straße, wobei die angrenzende Wohnbebauung erst später errichtet wurde. Der Betrieb der dampfgetriebenen Pumpen endete im Herbst 1976. Die Pumpenhalle wurde am 12. Mai 1977 abgerissen, dagegen protestierende Demonstranten wurden von der Polizei unter Einsatz von Schlagstöcken vertrieben.
Radialsystem II  – Gitschiner Straße 7–11, Inbetriebnahme am 1. Juli 1879; Von den 2854 Grundstücken (1875) waren 1879 nur 572 und 1880 bereits 2079 angeschlossen. Im Zweiten Weltkrieg wurde das Pumpwerk II völlig zerstört, Ende 1945 war es notdürftig wiederhergestellt. Die Ersatzbauten 1952 und 1980 wurden als Hauptpumpwerk Kreuzberg ausgeführt. Im Park daneben wurde eine vom Unternehmen Borsig 1926 hergestellte Doppelkolbenpumpe aufgestellt, die von 1926 bis 1990 im Abwasserpumpwerk Neukölln in der Wildenbruchstraße eingebaut war.
Radialsystem III  – Inbetriebnahme 1877; Pumpwerk III am Halleschen Ufer 78 in Kreuzberg
Radialsystem IV  – Inbetriebnahme 1879; Das Pumpwerk IV in der Oranienburger Vorstadt an der Scharnhorststraße (zunächst Hausnummer 9/10) war ab 1907 als Hintergebäude zur 10. und 48. Gemeindeschule über deren Grundstück Scharnhorststraße 12 erschlossen. Es war bis 2011 in Betrieb und wurde danach abgerissen. Es wurde ersetzt durch ein neues, ferngesteuertes Abwasserpumpwerk 160 Meter weiter östlich auf dem damals neu bebauten Gelände des Bundesnachrichtendienstes zwischen Panke und Chausseestraße, in einer Tiefe von 10,50 Metern.
Radialsystem V  – Holzmarktstraße 31/32
Radialsystem VI  – Das Pumpwerk VI auf dem Grundstück Urbanstraße 177 wurde 1883–1885 errichtet. Es entwässerte das Stadtgebiet östlich der Möckernstraße und südlich des Landwehrkanals. Nach der Einstellung des Betriebs 1981 wurden die Gebäude abgerissen. Erhalten blieb lediglich das repräsentative Eingangstor von 1899.
Radialsystem VII  – Das Pumpwerk VII auf dem Grundstück Lützowstraße 46–51 wurde 1881–1883 erbaut und 1885 eröffnet. Es entsorgte die Schöneberger Vorstadt zusammen mit Teilen von Charlottenburg. Damals lag es im dicht bebauten Blockinneren und wurde über das Grundstück Genthiner Straße 10 oder 4 erschlossen. Es bestand aus einer großen Halle mit drei Pumpen, Kessel- und Maschinenhaus, zwei Werkstattgebäuden und Beamtenwohnhaus. Alle Bauwerke sind noch vorhanden. Bis in die 1930er Jahre wurde die gesamte Anlage mit Dampfmaschinen betrieben. Der Betrieb wurde in den 1970er Jahren oder 1982 eingestellt. Alle Pumpen wurden demontiert, bis auf eine, die einer aufwendigen Restauration unterzogen und unter Denkmalschutz gestellt wurde. Seit 1988 gibt es hier das JugendKulturZentrum „Die Pumpe“ mit kulturellen Einrichtungen und einem Jugendgästehaus. Das angeschlossene Restaurant „Alte Pumpe“ in der großen Halle wird auch als Eventlocation betrieben.
Radialsystem VIII  – Das Pumpwerk VIII wurde 1889–1890 auf dem Grundstück Alt-Moabit 67/68 an der Einmündung der Gotzkowskystraße errichtet. Die Anlage in niedrigen Backsteinbauten mit flachen Satteldächern wurde 1987 durch eine in der unmittelbaren Nachbarschaft neu gebaute Pumpstation ersetzt, die alten Räume werden als Sport- und Kommunikationszentrum genutzt.
Radialsystem IX  – Das Pumpwerk IX in Wedding, Seestraße 2, wurde 1886 in Betrieb genommen. Ein neues Pumpwerk in einem blechverkleideten Betonbau wurde 1997 gebaut, die alten und zuvor mehrfach umgebauten Maschinenhallen standen noch um 2000 und wurden danach abgerissen.
Radialsystem X  – Das Pumpwerk X auf dem Grundstück Bellermannstraße 7 in Gesundbrunnen, zu dessen Einzugsgebiet auch weite Teile von Prenzlauer Berg gehören, ging am 10. Juni 1890 ein Betrieb und pumpte damals auf das Rieselfeld Buch.
Radialsystem XI  – Das Pumpwerk XI auf dem heutigen Grundstück Erich-Weinert-Straße 131 in Prenzlauer Berg wurde 1909 als letztes der zwölf Berliner Pumpwerke in Betrieb genommen. Es war bis 2002 in Betrieb, seitdem arbeitet hinter dem historischen Gebäude ein vollautomatisches, fernüberwachtes neues Pumpwerk.
Radialsystem XII  – Das Pumpwerk XII auf dem Grundstück Rudolfstraße 15 in Friedrichshain wurde 1890 erbaut und am 3. Juli 1893 in Betrieb genommen. Seit 1893 werden darüber auch die Abwässer von Stralau, Boxhagen und Friedrichsberg geleitet, die damals noch nicht zu Berlin gehörten. Bereits in den frühen 1930er Jahren wurde auf Elektroantrieb umgestellt. Die gesamte Anlage mit zwei heute noch voll einsatzfähigen Borsig-Zwillingskolbenpumpen von um 1910 oder 1933 steht seit 1980 unter Denkmalschutz und ist in ihrer ursprünglichen Funktion erhalten. In einem benachbarten Neubau ist seit 1999 ein neues Pumpwerk in Betrieb.

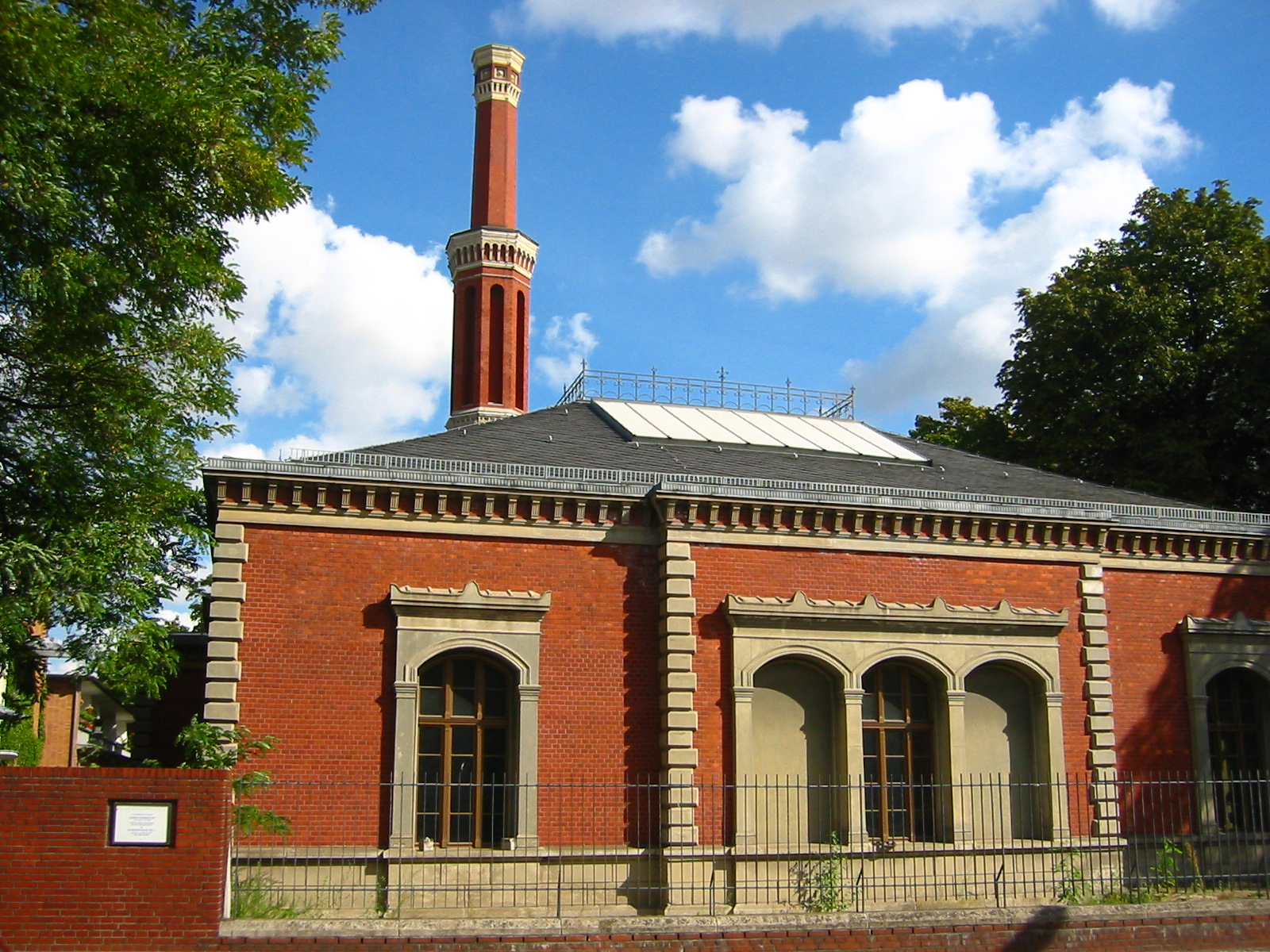
Pumpwerk Radialsystem III, Hallesches Ufer 78 (Kreuzberg)
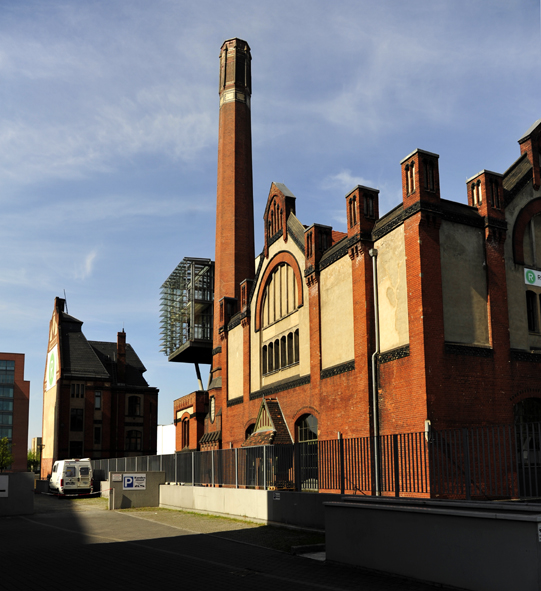
Pumpwerk Radialsystem V, Holzmarktstraße 31/32, (Mitte)
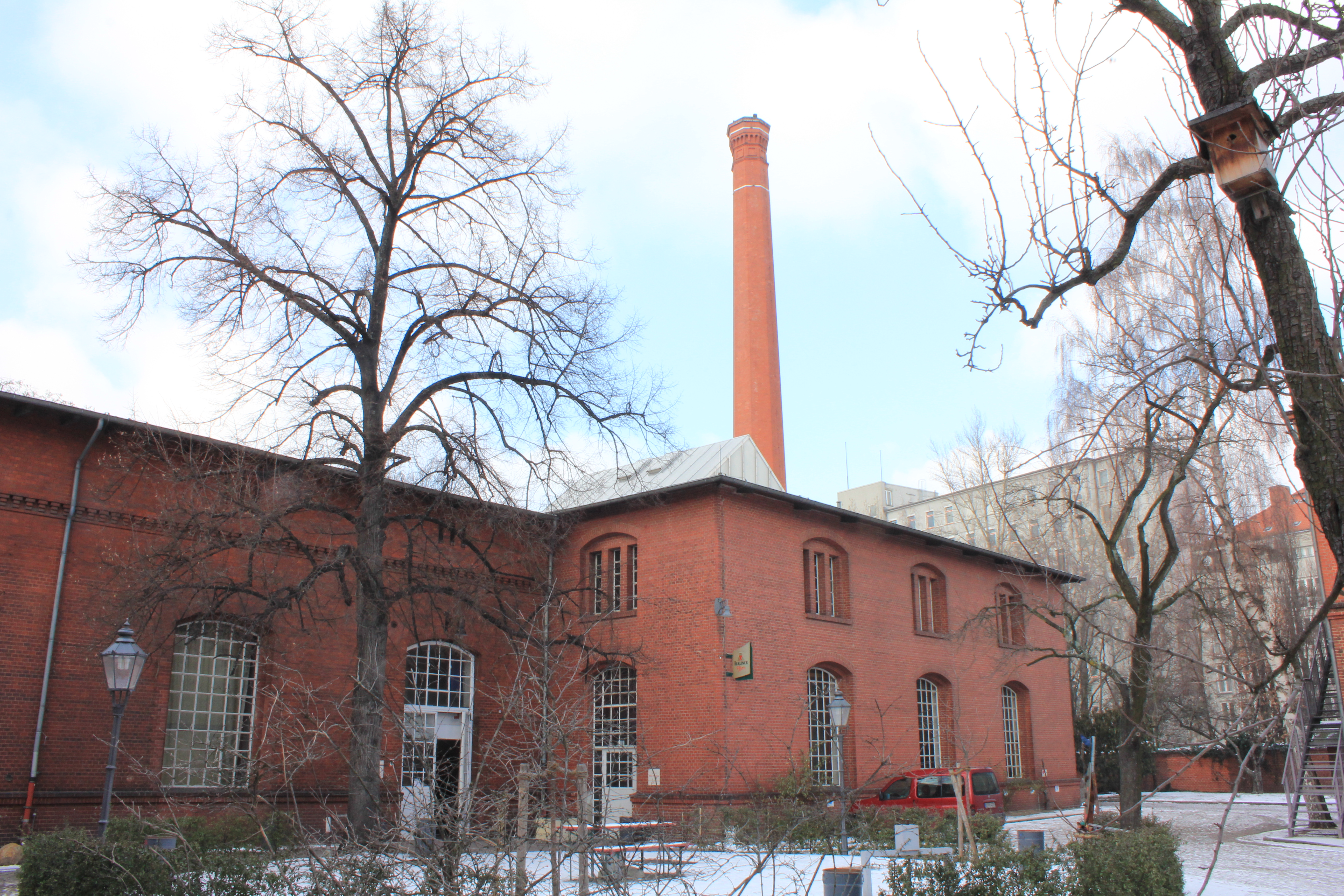
Pumpwerk Radialsystem VII, Lützowstraße 46–51 (Tiergarten)
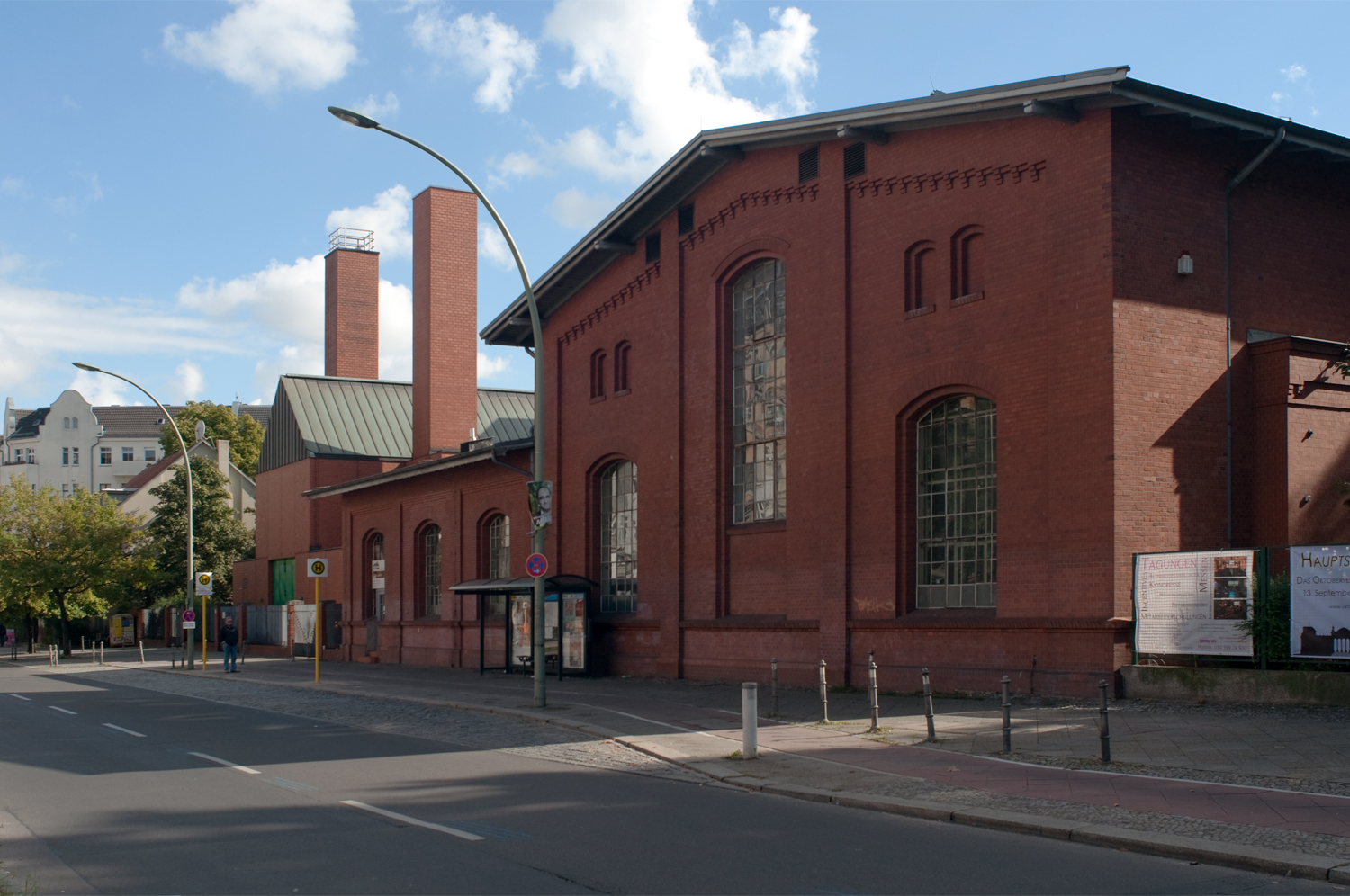
Pumpwerk Radialsystem VIII, Alt-Moabit 67/68 (Moabit)
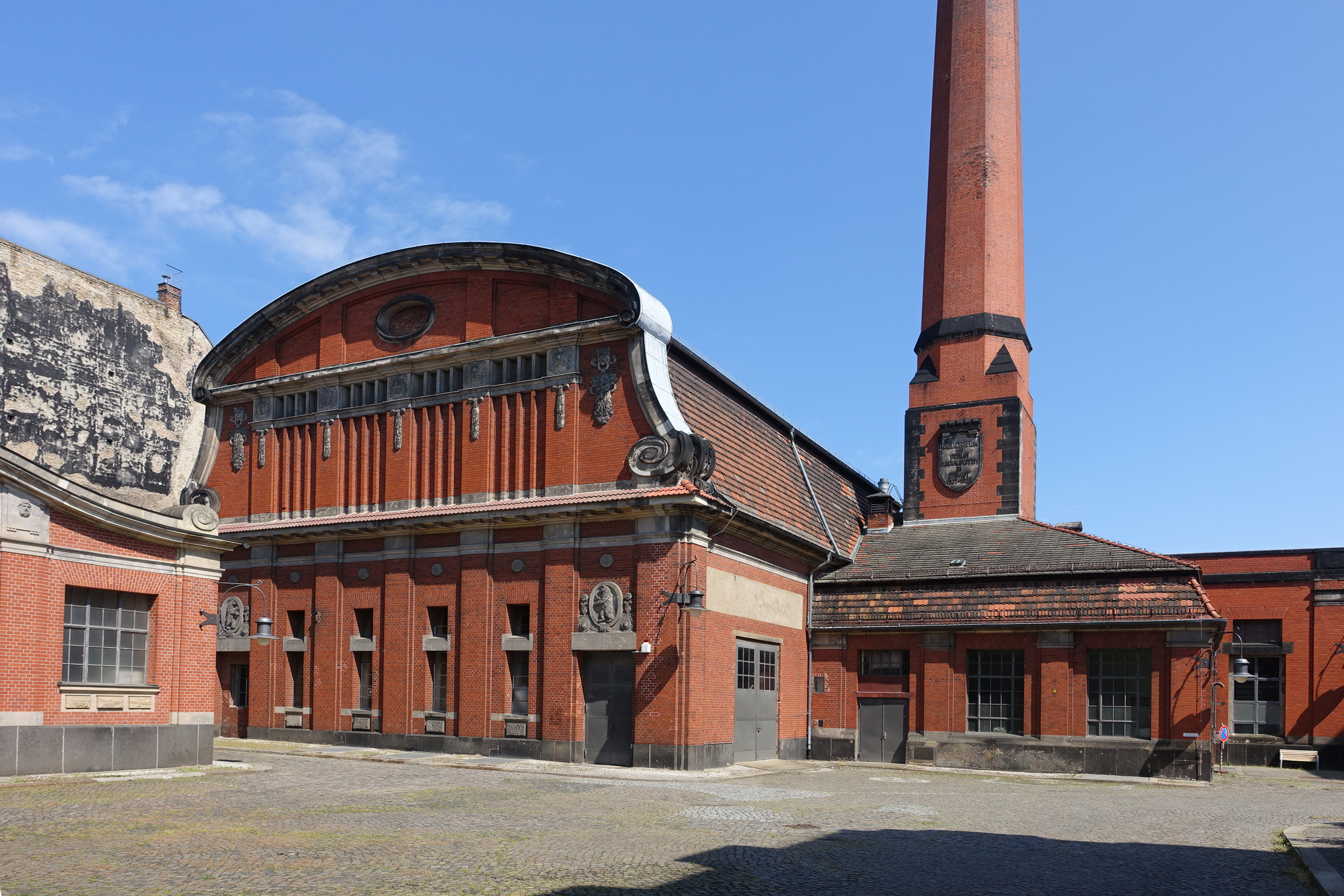
Pumpwerk Radialsystem XI, Erich-Weinert-Straße 131 (Prenzlauer Berg)
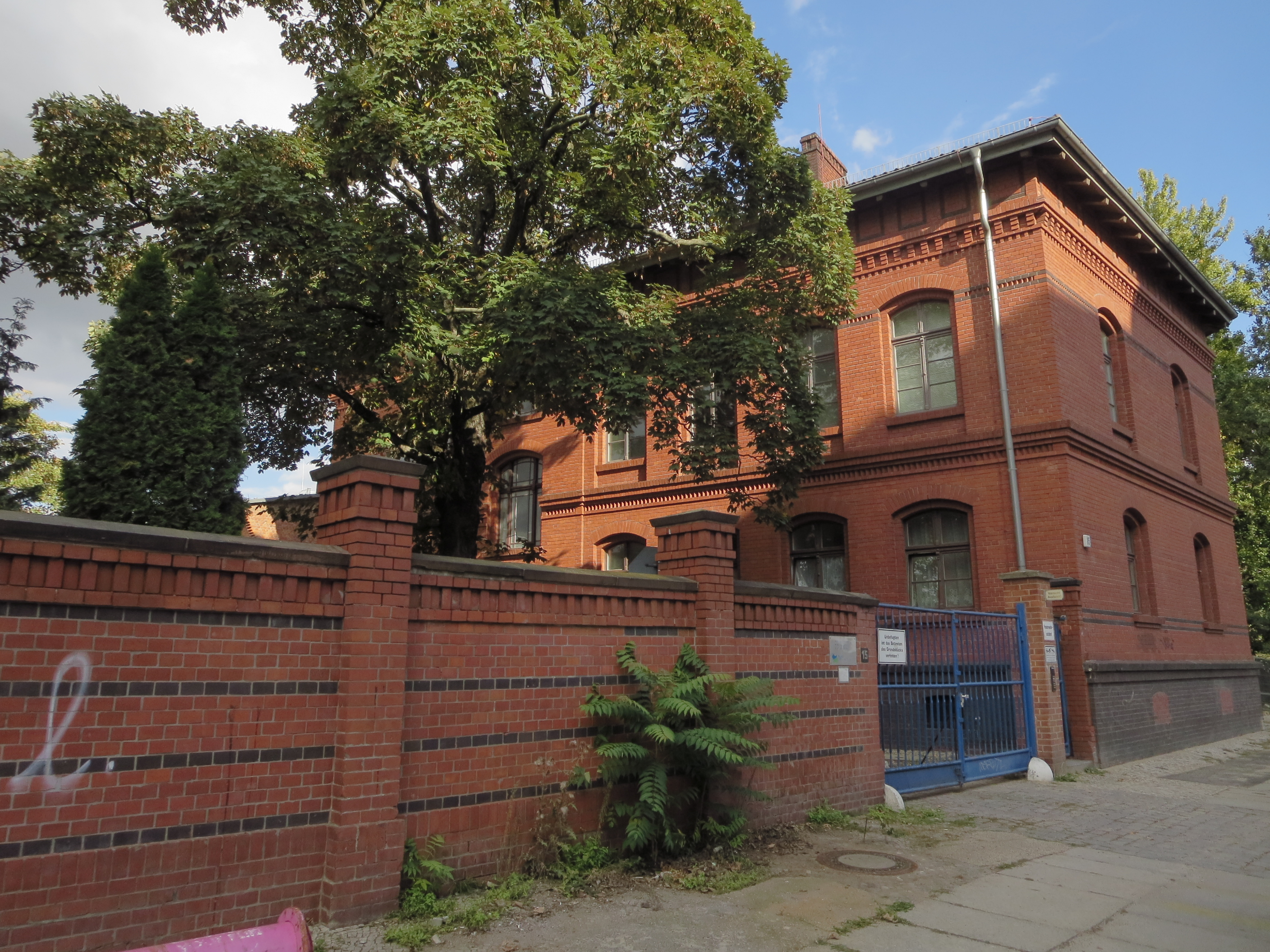
Pumpwerk Radialsystem XII, Rudolfstraße 15 (Friedrichshain)

## Verteilung

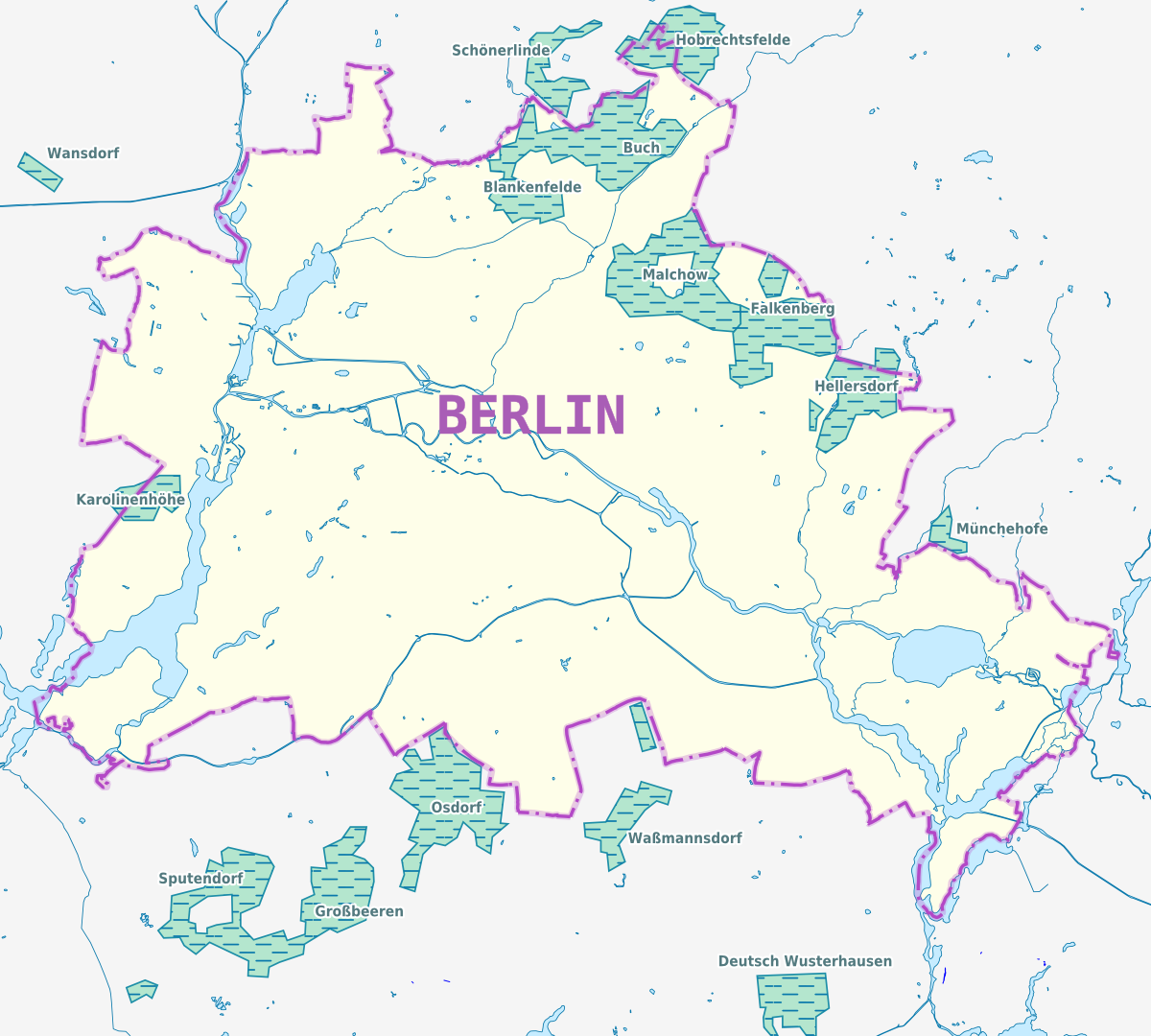
Karte der Rieselfelder in und um Berlin (in den Grenzen von heute)

Die Verteilung der Radialsysteme auf die Rieselgüter erfolgte um 1900 wie folgt:
Süd
- Osdorf, Friederikenhof, Heinersdorf I II VI
- Großbeeren, Kleinbeeren, Ruhlsdorf I II VI
- Sputendorf, Schenkendorf, Gütergotz III VII

Nord
- Malchow, Blankenburg, Wartenberg IV
- Falkenberg, Bürknersfelde, Hellersdorf V XII
- Rosenthal, Blankenfelde, Möllersfelde, Lindenhof VIII VIIIa IX X
- Buch

Die Verrieselung der Berliner Abwässer in der DDR wurde auch durch die Berliner Mauer nicht unterbrochen. Die Ost-Berliner Abwässer werden seit 1986 nicht mehr verrieselt, die aus West-Berlin auch 1988 noch zu 34 Prozent. Inzwischen ist die Verrieselung vollständig eingestellt.